# Ричфорд (Вермонт)
Ричфорд (енгл. Richford) насељено је место без административног статуса у америчкој савезној држави Вермонт.

## Демографија
По попису из 2010. године број становника је 1.361.
| Група             | 2000.    | 2010.         |
| Белци             | 0 (0,0%) | 1.271 (93,4%) |
| Афроамериканци    | 0 (0,0%) | 10 (0,7%)     |
| Азијати           | 0 (0,0%) | 6 (0,4%)      |
| Хиспаноамериканци | 0 (0,0%) | 14 (1,0%)     |
| Укупно            | 0        | 1.361         |